# Time for Us
Time for Us é o segundo álbum do girl group coreano GFriend, lançado em 14 de janeiro de 2019 pela Source Music e Kakao M. O álbum contém 13 faixas, incluindo a faixa-título "Sunrise" e a versão coreana de "Memoria", o primeiro single original japonês do grupo. É o primeiro álbum de estúdio do grupo em dois anos e meio desde LOL, lançado em julho de 2016.

## Antecedentes
Em dezembro de 2018, foi reportado e confirmado pela agência Source Music que GFriend voltaria com seu segundo álbum de estúdio. Em 24 de dezembro de 2018, o grupo anunciou por suas mídias sociais que seu segundo álbum de estúdio intitulado "Time for Us" estava previsto para lançar em 14 de agosto juntamente com a faixa-título "Sunrise". O single foi confirmado como continuação da narrativa apresentada em "Time for the Moon Night", lançada em abril de 2018.

## Lançamento e promoção
Time for Us é o primeiro álbum de estúdio do grupo em dois anos e meio desde LOL, lançado em julho de 2016. A faixa-título "Sunrise" foi composta por No Joo-hwan que já trabalhou com o grupo no single "Time for the Moon Night", a canção é descrita pela Billboard como um synth pop com melodias orquestrais que transformam a canção de seu começo suave para um ode exuberantemente dinâmico, o álbum também possui a versão coreana do primeiro single original japonês do grupo, "Memoria". O álbum contém três versões: "Daybreak", "Daytime" e "Midnight", e em seguida, foi lançada uma versão limitada do mesmo que foi lançada em 25 de janeiro. No dia do lançamento, GFriend realizou um showcase para promover o álbum no Yes24 Live Hall em Gwangjin-gu que foi transmitida pela V App. O grupo iniciou as promoções nos programas musicas em 17 de janeiro no M! Countdown, performando o single "Sunrise", juntamente com outra faixa do álbum, a versão coreana de "Memoria". Em 19 de janeiro, elas performaram outra faixa do álbum, "Starry Sky" no Show! Music Core. Durante a segunda semana de promoções, GFriend conseguiu levar os prêmios de todos os seis programas musicas existentes na Coreia do Sul, fazendo com que elas fossem o primeiro grupo de 2019 a conseguir o grand slam. Além disso, o grupo conseguiu seu 50º prêmio musical no M! Countdown, sendo o quarto girl group a conseguir tal feito, seguido de Girls' Generation, TWICE e Red Velvet.

## Recepção
"Sunrise" em seu dia de estreia conseguiu ficar no topo de duas tabelas musicais coreanas, sendo a canção mais vendida na semana de estreia na Gaon Download Chart, principal tabela sul-coreana. Além da faixa-título, todas as outras canções do álbum, com exceção do instrumental, entraram na Gaon Download Chart. Internacionalmente, o álbum ocupou a décima segunda posição no Billboard World Albums.

## Lista de faixas
| N.º            | Título                     | Letras                           | Música                                          | Arranjo                  | Duração |  |
| 1.             | "Sunrise (해야)"           | No Joo-hwan                      | No Joo-hwan Lee Won-jong                        | No Joo-hwan Lee Won-jong | 3:36    |  |
| 2.             | "You Are Not Alone"        | Iggy Youngbae                    | Iggy Youngbae                                   |                          | 3:33    |  |
| 3.             | "L.U.V (기적을 넘어)"      | Lee Seu-ran                      | Darren Smith Sean Alexander                     | Darren Smith Avenue 52   | 3:15    |  |
| 4.             | "Glow (만화경)"            | Lee Mi-so                        | Daniel Sherman Val De Prete Caroline Gustavsson | Daniel Sherman           | 3:43    |  |
| 5.             | "Our Secret (비밀 이야기)" | Lee Seu-ran                      | B.Eyes                                          | B.Eyes                   | 3:25    |  |
| 6.             | "Only 1"                   | Iggy Youngbae                    | Iggy Youngbae                                   | Minki                    | 3:10    |  |
| 7.             | "Truly Love"               | Limgo Kim Woong                  | Kim Woong                                       | Kim Woong                | 3:39    |  |
| 8.             | "Show Up (보호색)"         | No Joo-hwan                      | No Joo-hwan Lee Won-jong                        | Lee Won-jong             | 3:30    |  |
| 9.             | "It's You (겨울, 끝)"      | Miyao Jade Kim Ah-reum           | Spacecowboy                                     | Spacecowboy              | 4:01    |  |
| 10.            | "A Starry Sky"             | Son Go-eun                       | Son Go-eun                                      | Son Go-eun               | 3:11    |  |
| 11.            | "Love Oh Love"             | Jerry Sensitivity Vendingmachine | Megatone stereo14                               | Megatone stereo14        | 3:21    |  |
| 12.            | "Memoria (Versão coreana)" | No Joo-hwan                      | Carlos K. Joe                                   | Carlos K. Ryo Miyata     | 4:09    |  |
| 13.            | "Sunrise (Instrumental)"   |                                  | No Joo-hwan Lee Won-jong                        | No Joo-hwan Lee Won-jong | 3:36    |  |
| Duração total: | Duração total:             | Duração total:                   | Duração total:                                  | Duração total:           | 46:22   |  |

## Créditos
Créditos de Time for Us adaptado pelas linhas finais do álbum.
Locais
| - Gravado em Vibe Studio (todas as faixas) - Gravado em Seoul Studio (faixa 1 e 13) - Mixagem em KoKo Sound Studio (faixa 1, 7, 13) - Mixagem em Cube Studio (faixa 2, "You are Not Alone") - Mixagem em J's Atelier Studio (faixa 3, 4, 8, 12) | - Mixagem em Mapps Studio (faixa 5, 6) - Mixagem em W Studio (faixa 9, "It's You") - Mixagem em LAFX Studios (faixa 10, "A Starry Sky") - Mixagem em 821 Sound (faixa 11, "Love Oh Love") - Masterização em 821 Sound (todas as faixas) |

Performances
| - Yuju – vocal principal - Sowon – vocal principal - Yerin – vocal principal | - Eunha – vocal principal - SinB – vocal principal - Umji – vocal principal |

Técnico
| - Iggy – Composição, produção, arranjo, sintetizador, guitarra - B.Eyes – Produção, arranjo, piano, piano elétrico, teclado, baixo, bateria, sintetizador - Carlos K. – Produção, arranjo, teclado, piano elétrico, baixo, bateria, caixa de ritmos, sintetizador, programação - Kim Woong – Composição, produção, arranjo, piano, baixo, bateria, sintetizador - Ryo Miyata – Arranjo, arranjo de instrumentos de cordas, piano, teclado, baixo, programação - Seo Yong-bae – Composição, produção, caixa de ritmos - Spacecowboy – Produção, arranjo, piano, piano elétrico, teclado, baixo, bateria, sintetizador, programação - Darren Smith – Produção, arranjo, teclado, programação - Joe – Produção, teclado, sintetizador - Lee Won-jong – Produção, arranjo, teclado, piano, programação - Sean Michael Alexander – Produção, teclado, programação - No Joo-hwan – Composição, produção, arranjo, caixa de ritmos, teclado, piano - Son Go-eun – Composição, produção, arranjo, teclado - Daniel Sherman – Produção, arranjo - Megatone – Produção, arranjo - Stereo14 – Produção, arranjo - Avenue 52 – Arranjo - Minki – Arranjo, baixo, piano - Emotional Vending Machine – Composição - Jade – Composição - Jerry – Composição - Kim Ah-reum – Composição - Lee Mi-so – Composição - Lee Seu-ran – Composição | - Limgo – Composição - Miyao – Composição - Caroline Gustavsson – Produção - Val De Prete – Produção - Kim Ye-il – Baixo - Kim Byeong-seok – Baixo, piano - Jung Dong-yoon – Bateria - Kim Jin-hee – Bateria, teclado - Kim Dong-min – Guitarra - Ko Myung-jae – Guitarra - Lee Tae-wook – Guitarra - Ryu Hyeon-woo – Guitarra - Toshi-Fj – Guitarra - Young – Guitarra - Kwon Nam-woo – Masterização - Alan Foster – Mixagem - Go Hyeon-jung – Mixagem - Jeong-jin – Mixagem - Jo Joon-sung – Mixagem - Jo-ssi Ajeossi – Mixagem - Kim Seok-min – Mixagem - Master Key – Mixagem - Jeon Bu-yeon – Assistente de mixagem - Miz – Instrumentos de cordas, arranjo de instrumentos de cordas - Yoong String – Instrumentos de cordas - Choi Young-joon – Arranjo de instrumentos de cordas - Kim Ba-ro – Arranjo de instrumentos de cordas |

## Desempenho nas tabelas musicais
| Tabela musical (2019)               | Melhor posição |
| ----------------------------------- | -------------- |
| Coreia do Sul (Gaon Album Chart)    | 2              |
| Estados Unidos (World Albums Chart) | 12             |
| Japão (Oricon)                      | 55             |
| Taiwan (Five Music)                 | 1              |

### Vendas
| País                       | Vendas |
| -------------------------- | ------ |
| Coreia do Sul (Gaon Chart) | 96,024 |
| Japão (Oricon)             | 1,457  |

## Prêmios e indicações

### Premiações
| Ano  | Premiação               | Nomeação    | Categoria                             | Resultado |
| ---- | ----------------------- | ----------- | ------------------------------------- | --------- |
| 2019 | Mnet Asian Music Awards | Sunrise     | Song of the Year                      | Indicado  |
| 2019 | Mnet Asian Music Awards | Sunrise     | Best Dance Performance – Female Group | Indicado  |
| 2019 | Melon Music Awards      | Sunrise     | Best Dance Track (Female)             | Indicado  |
| 2020 | Golden Disc Awards      | Time for Us | Disk Bonsang                          | Indicado  |

### Programas musicais
| Música    | Programa musical | Data                  |
| --------- | ---------------- | --------------------- |
| "Sunrise" | The Show         | 22 de janeiro de 2019 |
| "Sunrise" | Show Champion    | 23 de janeiro de 2019 |
| "Sunrise" | M! Countdown     | 24 de janeiro de 2019 |
| "Sunrise" | Music Bank       | 25 de agosto de 2019  |
| "Sunrise" | Show! Music Core | 26 de janeiro de 2019 |
| "Sunrise" | Inkigayo         | 27 de janeiro de 2019 |

## Histórico de lançamento
| País          | Data                  | Formato              | Gravadora             |
| ------------- | --------------------- | -------------------- | --------------------- |
| Coreia do Sul | 14 de janeiro de 2019 | Download digital, CD | Source Music, Kakao M |
| Mundo         | 14 de janeiro de 2019 | Download digital, CD | Source Music, Kakao M |